# Кайгана
45°35′ пн. ш. 16°58′ сх. д. / 45.59° пн. ш. 16.97° сх. д.
Кайгана (хорв. Kajgana) — населений пункт у Хорватії, у Б'єловарсько-Білогорській жупанії у складі міста Гарешниця.

## Населення
Населення за даними перепису 2011 року становило 271 осіб.
Динаміка чисельності населення поселення: